# Grullbad
Grullbad ist ein Stadtteil und ein statistischer Bezirk im Süden der Stadt Recklinghausen. Er ist nach einem früheren dortigen Thermalbad benannt. Der landläufige Stadtteil Grullbad nimmt nur etwa die Nordhälfte des statistischen Bezirks ein, welcher bis an die Stadtgrenze nach Herne reicht.

## Lage
Der statistische Bezirk Grullbad grenzt im Süden an den Stadtteil Baukau der kreisfreien Stadt Herne, im Westen an Hochlarmark, im Nordwesten punktuell an Stuckenbusch, im Norden an Hillerheide und im Osten an Süd.
Die Grenzen zu den benachbarten Ortsteilen sind vergleichsweise scharf:
- Die Emscher bildet die Stadtgrenze zu Herne.
- Die Bundesautobahn 43 bildet die Grenze zu Hochlarmark.
- Das Autobahnkreuz Recklinghausen bildet die punktuelle Grenze zu Stuckenbusch.
- Die Bundesautobahn 2 bildet die Grenze zu Hillerheide.
- Der Hellbach bildet die Grenze zu Süd.

Der eigentliche, landläufig so benannte und auch auf Karten eingezeichnete Stadtteil Grullbad reicht demgegenüber nach Süden nur bis zur Theodor-Körner-Straße und hat rund 1,41 km². Der Südteil mit der ehemaligen Zeche Recklinghausen 1 (rund 1,22 km²) wird demgegenüber gewöhnlicherweise zu Süd gezählt. Andererseits ist in mancherlei Hinsicht die Recklinghäuser Südstadt im weiteren Sinne mit Hochlarmark, Grullbad, Süd und König Ludwig eine in sich geschlossene Teilstadt mit eigener Infrastruktur und 40000 Einwohnern. Die statistischen Bezirke teilen dieses Gebiet in vier von Nord nach Süd gerichtete, ähnlich große Streifen.
Im alten Grullbad ist der Hellbach teilweise eine sehr scharfe Grenze, da er zwischen Baumstraße und Körnerstraße auf 600 m nicht überfahren werden kann. Zwar gibt es im Südteil zwischen Feldstraße und Hochlarmarkstraße einen analogen, ebenfalls 600 m langen Abschnitt, doch innerhalb dieses Abschnitts ist in der zentralen Hälfte, also auf etwa 300 m, der Hellbach nicht Bezirksgrenze – vielmehr werden die Kleingärten südwestlich der Elisabethklinik und unmittelbar östlich des Hellbachs zum statistischen Bezirk Grullbad gezählt.

## Verkehr

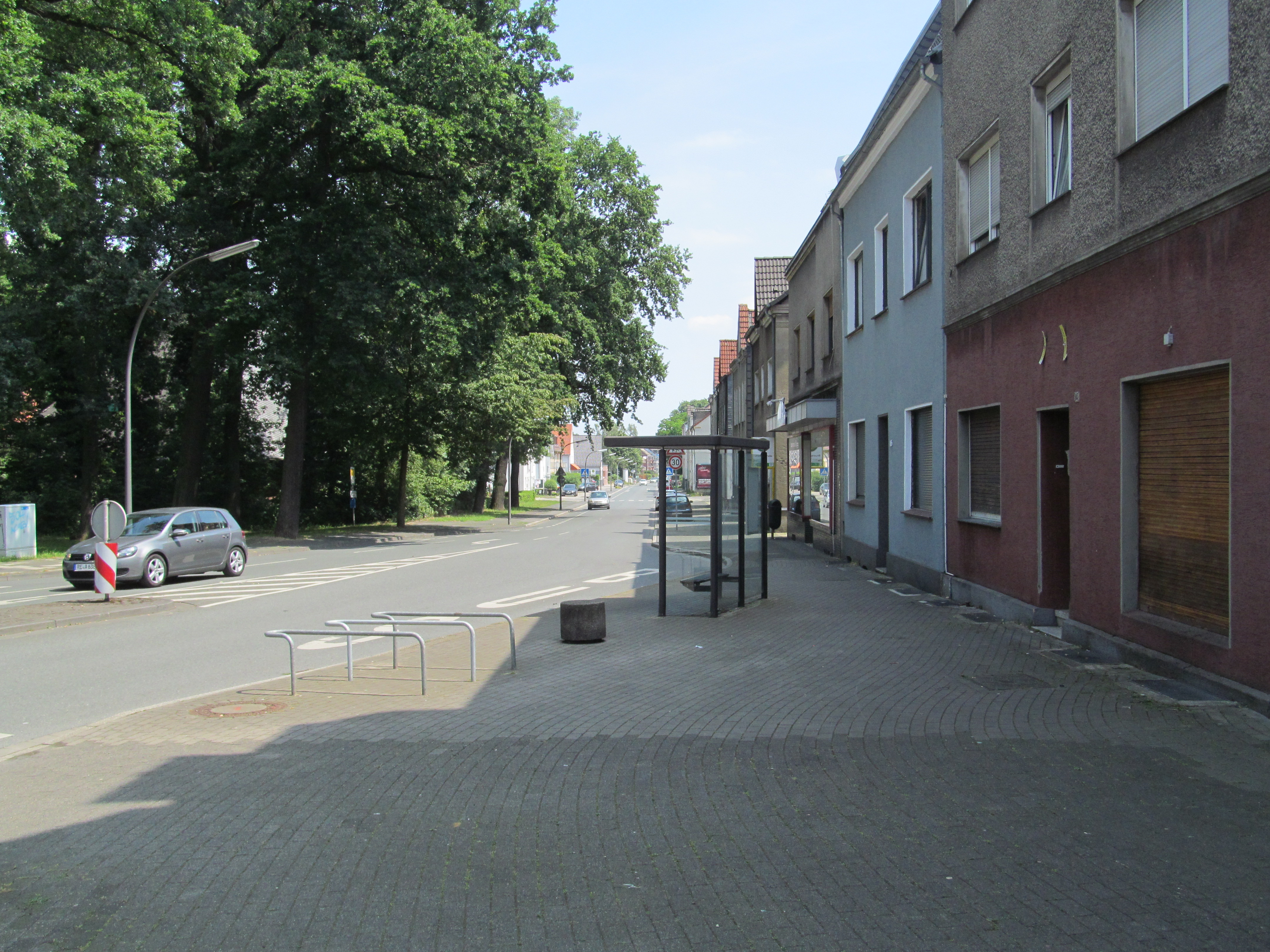
Bushaltestelle Brunnenstraße der Linie 234 in der Grullbadstraße

Verkehrs-Hauptader in Nord-Süd-Richtung ist die Hochstraße, die im alten Grullbad im Norden die Grullbadstraße, weiter südlich die deutlich größere Theodor-Körner-Straße zum Zentrum von Süd und zur A 2 und im äußersten Süden die Hochlarmarkstraße zum Bahnhof kreuzen.
Der Bahnhof Recklinghausen Süd im Südteil des statistischen Bezirks wird im 60-Minuten-Takt durch die S-Bahn-Linie S 2 Essen–Dortmund und im 30-Minuten-Takt durch die Linie RE 42 Niers-Haard-Express Münster–Essen(–Mönchengladbach) bedient.
Die VRR-Buslinien 201, 210, 234 und NE1 der Vestischen Straßenbahnen erschließen den Stadtteil, wobei lediglich die Linie 234 den Ortskern mit der Grullbadstraße bedient.
| Linie | Verlauf | Takt (Mo–Fr)            |
| ----- | --- | ----------------------- |
| 201   | Recklinghausen Hbf – Quellberg – Berghausen – Suderwich – Röllinghausen – König Ludwig – Recklinghausen-Süd – Grullbad Hochstr. – RE-Süd Bf | einzelne Fahrten abends |
| 210   | RE-Röllinghausen – König Ludwig – Recklinghausen-Süd – Grullbad Hochstr. – RE-Süd Bf – Hochlarmark – RE-Neue Horizonte – Hertener Mark Industriegebiet – Herten-Süd – Herten Rathaus (Herten , 300 m) – Herten Mitte (Herten , 500 m)                                                                                       | 30 min                  |
| 234   | Herten Mitte (Herten , 500 m) – Herten Rathaus (Herten , 300 m) – Herten-Süd – Hertener Mark Industriegebiet – RE-Neue Horizonte – Hochlarmark Salentinstr. – Recklinghausen-Süd – Grullbad – König Ludwig Overbergstr. – Röllinghausen Marderweg – Suderwich – Essel – Groß-Erkenschwick – Oer-Erkenschwick Berliner Platz | 30 min                  |
| NE1   | Recklinghausen Hbf → Viehtor → Paulusviertel → Stuckenbusch → Hochlarmark → RE-Süd Bf → Grullbad Hochstr. → Recklinghausen-Süd → König Ludwig → Röllinghausen → Suderwich → Berghausen → Quellberg → Recklinghausen Hbf NachtExpress: In den Nächten von Freitag auf Samstag, Samstag auf Sonntag und vor Feiertagen        | 60 min                  |